# McNally (cráter)

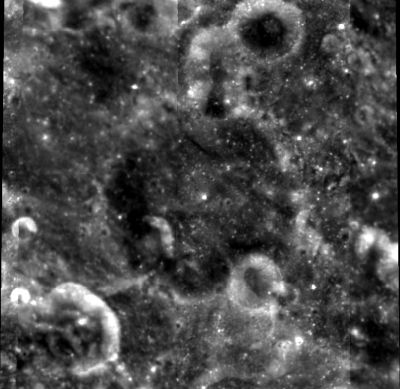
Fotografía de la misión Clementine (1994)

McNally es un cráter que se encuentra al noroeste del cráter de mucho mayor tamaño Fersman, en la cara oculta de la Luna.
|  |

Se trata de un cráter desgastado, con un borde de perfil redondeado que está marcado por numerosos pequeños impactos. Otra serie de impactos más pequeños con forma de copa se acumulan en los bordes del brocal en sus sectores suroriental y norte. Incluye un pequeño cráter insertado en la base de la pared interior suroriental, y su suelo interior es por lo demás relativamente simple y sin rasgos destacables. El cráter lleva el nombre del astrónomo y sacerdote jesuita Paul A. McNally

## Cráteres satélite
Por convención estos elementos son identificados en los mapas lunares poniendo la letra en el lado del punto medio del cráter que está más cercano a McNally.
|         | \| McNally \| Coordenadas \| Diámetro \| \| ------- \| ------------------------------- \| -------- \| \| T \| 22°18′N 129°00′O / 22.3, -129.0 \| 19 km \| \| Y \| 24°12′N 127°30′O / 24.2, -127.5 \| 22 km \| |          |
| McNally | Coordenadas | Diámetro |
| T       | 22°18′N 129°00′O / 22.3, -129.0 | 19 km    |
| Y       | 24°12′N 127°30′O / 24.2, -127.5 | 22 km    |